# 第3號交響曲 (柴可夫斯基)
D大调第3號交響曲，作品29，是俄國作曲家柴可夫斯基的作品。本曲又名《波蘭》，原因是最後一個樂章是以波蘭舞曲的節奏所寫成。
在柴可夫斯基的七首已完成的交響曲中，第3號交響曲是唯一以大調所寫成，同時亦是唯一以五個樂章所組成。在第一、第三樂章中間，加入了具德國風格（alla tedesca）的樂章。

## 創作歷程
本曲創作的時間相當有限，於1875年6月5日開始，8月12日便告完成。創作期間，他正在友人希洛夫斯基（Vladimir Shilovsky）位於霧索瓦的家中，樂曲亦是題獻給希氏。這個時期的柴氏似乎因暑假而特別感到放鬆，在信中表示：「我創作得很從容⋯⋯我沒有工作很久，反而是走路走了很多。」其愉悅的心情，也反映在此作的樂思當中。

### 首演
作品首演於西曆1875年11月19日在莫斯科舉行，由尼古萊·魯賓斯坦指揮。及後又於1876年1月24日在聖彼得堡公演，由納帕拉尼克（Eduard Nápravník）指揮。國外首演則遲至1879年2月8日於美國紐約完成。大致說來，作曲家對莫斯科首演的成果尚可接受：「我對於第一樂章以及兩個詼諧曲樂章都還算滿意，當中第二個協奏曲樂章屬於較困難的，如果有更多的排練時間，理應可以表現得更好。」（11月24日致里姆斯基-科萨科夫信）
第3號交響曲在各地演出的迴響皆佳，但媒體的報導甚少。在出版前，柴氏僅對第五樂章稍作刪修，是其所有交響曲作品中罕見的現象。

### 出版
本曲的管弦樂部分於1876年12月付梓（于爾根松），一個月之後總譜也完成出版。

## 分析

### 配器
| - 木管 - 短笛 - 長笛：2 - 雙簧管：2 - 單簧管：2 - 低音管：2 | - 銅管 - 法國號：4 - 小號：2 - 長號：3 - 低音號 | - 定音鼓 | - 弦樂器 |

依照工具書《管弦樂作品手冊》指示，上述之配器可簡記為"*3 2 2 2—4 2 3 1—tmp—str"。

### 結構
第一樂章
引子：葬禮進行曲的節奏，稍快的中板（tempo di marcia funebre，moderato assai）－快板（allegro）
第二樂章
具德國風格（alla tedesca），中速而樸實的快板（allegro moderato e semplice）
第三樂章
悲傷的行板（andante elegiaco），此樂章由各聲部接替演奏、接連不斷的長音，與第2號交響曲第三樂章相仿。
第四樂章
諧謔曲，活潑的快板（allegro vivo），中段主題則取自柴氏本人的清唱劇作品。
第五樂章
波蘭舞曲，熱情的快板（tempo di polacca：allegro con fuoco），奏鳴曲式

## 評價
和前兩首旋律導向的交響曲不同，第3號交響曲在作曲技法上更為嚴謹，遵循著古典主義的結構與規範。另有論者認為，柴氏第3號交響曲受到舒曼《萊茵》交響曲影響甚多，兩曲皆是五樂章形式，其音樂亦是抑鬱中帶有樂觀。
作曲家策扎尔·居伊對此曲的第四、第五樂章評價較低，認為前者欠缺實質內容，後者則太過薄弱。不過，對於前三個樂章的評價則相當高。

## 外部連結
- 柴可夫斯基第3號交響曲：国际乐谱典藏计划上的乐谱